# Palata Garanjin u Trogiru
Palata Garanjin u Trogiru ili Palata Garanjin-Fanfonja je zapravo grupa palata, koja se protežu preko nadsvođenih prolaza (volta) i preko triju ulica Trogira. Spada u jedan je od najsloženijih stambenih blokova sa gotovo lavirintskim sistemom hodnika, u dalmatinskom urbanizmu.
Palata je bila u vlasništvu venecijanske porodice Garanjin, od 18. veka. Ta porodica se u 19. veku orodila sa uglednom zadarskom porodicom Fanfonja, iz koje su se birali komandanti konjice u mletačkoj vojsci. Danas se u ovoj zgradi nalazi Muzej grada Trogira, koji u svojoj zbirci poseduje značajnu biblioteke porodice Garanjin, koja broji oko 5.500 naslova.

## Položaj
Palata Garanjin, u kojoj je danas smešten Muzej grada Trogira nalazi se na adresi Gradska vrata 4.  u malom prostornom delu istorijskog jezgra Trogira (koje se nalazi na ostrvcu u morskom suženju u kome se otok Čiovo najviše približio kopnu) nasuprot kopnenih vrata.

## Zaštita
Pod oznakom Z-5065 Palata Garanjin zavedena je kao nepokretno kulturno dobro - pojedinačno, pravnog statusa zaštićeno kulturno dobro, razvrstano kao "profana graditeljska baština". 
Nije pod neposrednom UNESCO-vom zaštitom, ali stavljanjem na listu UINESCO-a drevnog dela Trogira. ili istorijskog jezgra Trogira, indrektno se i iona našla na ovoj listi, što daje nadu za očuvanje i revaitalizaciju ove znameniti građevine.

### Obnova palate
Obnova ruinirane palate Garanjin, u kojoj je danas smešten Muzej grada Trogira započela je s kraja 1990-ih godina, kada su za to stvoreni materijalni uslovi. Obnova je počela od krova, koji je na pojedinim mestima prokišnjavao, da bi se potom (uz prethodno sačinjenu dokumentaciju i arhitektonsko sagledavanje postojećeg stanja), pristupilo preuređenju ostalog dela palete. Radovi su izvođeni u sadnji i uz konzervatorski nadzor Ministarstva kulture Hrvatske, Uprave za zaštitu kulturne baštine konzervatorskog odjela iz Splita, sada Trogira.
Od značajnijih radova izvršena je obnova baroknog sprata, i onih delova palate iz koje su prethodno iseljeni stanari. Sanirani su zidovi, ispuna, čišćenje i pranjei krečenje u delu koji je to zahtevao (romanički zid). Potom su skinute i obnovljene drvene škure, popravljeni drveni okviri prozora i vrata i izrađena nova barokna balkonska ograda – od kovanog gvožđa. Na južnom pročelju, sanirana je kamena balkonska ograda, a na severnom pročelju, izrađene je nedostajućnj kameno stepenište. Na kraju sanirani su zidovi Galerije Cate Dujšin-Ribar, lapidarijum, cisterna za vodu (sačuvana u sklopu palate), kojoj je nakon obnavljana ostavljen otvoren otvor kako bi se videla njena funkcija.

## Istorija
Palata Garanjin-Fanfonja nastala je kao i mnoge druge plemićke palate, u Trogiru povezivanjem više kuća u jedinstvenu celinu. Palata je bila u vlasništvu venecijanske porodice Garanjin, od 18. veka, koja se u 19. veku orodila sa uglednom zadarskom porodicom Fanfonja,[f] pa otuda i naziv Palata Garanjin-Fanfonja.
Oprema palate jednim delom je opljačkana 1797. godine, za vreme bezvlašća koje je nastalo nakon
propasti mletačke vladavine u Trogiru. Po nagovoru sveštenika ipak su lopovi mnoge predmete vratili. Na osnovu sačuvanog popisa – inventara iz 1798. godine može se steći predstava o izgledi i opremi unutrašnjosti palate (posebno sobe sa zbirkom oružja, koja je trebalo da impresionira goste), porodica Garanjini koja je stekla plemićku titulu. U posebnoj su sobi bili izloženi porodični portreti, zidovi su bili obloženi skupocenim tkaninama, deo nameštaja bio je pozlaćen, a
u nekim prostorijama nalazila su se ogledala, slike, grafike, geografske karte.
Oko 1800. godine Europom vlada duh prosvjetiteljstva, a u arhitekturi je to razdoblje romantičnog klasicizma, na pragu manifestacije industrijske revolucije u graditeljstvu, a pod uticajem građanske revolucije, kada se s merom svojstvenom klasičnim razdobljima saniraju rascepi između stvarnosti i ideala. U tom razdoblju i u  Dalmaciji Garnjinovog doba, kao i na drugim mestima u Europi, klasicizam  nosi oznake raznovrsnih duhovnih zasada i nikad i nigde on nije bio pokret jedinstvene kohezije. U svojim počecima neodvojiv je od intencija prosvjetiteljstva. S druge strane često zadržava i stilske karakteristike baroka i rokokoa. Nekad je shvaćen kao suprotnost romantizmu, a koji put kao njegov prošireni vid.  Pod ovim promenama nastao je prelomni trenutak u arhitekturi jednim delom i zbog napoleonskih ratova, koji će biti uzrok  velikih promena u gradnji. Veći deo Evrope, pa tako Venecija, Dalmacija pa i Trogir, postaju glavna mesta događaja  u prvim godinama 19. veka pod francuskom upravom.
U to doba Ivan Luka Garanjin mlađi (1764 — 1841), trogirski intelektualac, naručuje niz projekata od Giannantonija Selve (1751. — 1819.), čuvenog  italijanskog klasicističkog arhitekta, za porodična  imanja u Trogiru i okolini.  Tako je Selva u gradu Trogiru za kompleks palala porodice Garagnji  sastavljen od građevina podignutih u rasponu od 13. do 18. veka, na samom početku 19. veka izradio niz projekata temeljne adaptacije enterijera i eksterijera. Ivan Luka Garanjin, Selvin naručilac, u toj saradnji na izradi projakta za obnovu njegove imovine nije samo definisao projektne zadatke, nego je često i sam crtežima usmeravao projektanta prema željenim rešenjima. Kulturna klima vremena u kojoj su živeli naručilac i tvorac projekta omogućila je obojici da deluju u skladu s prosvetiteljskim idejama i da utopiju pokušaju ostvariti odupirući se predrasudama.

### Propast porodice Fanfonja
Kada je, zadnji muški potomak uglednog i zaslužnog roda Fanfonja u Trogiru 1940-tih godina kompromitovao tokom italijanske okupacije Dalmacije u Drugog svjetskog rata, od nove vlasti u Jugoslaviji proglašen je za aktivnog učesnika fašističkog pokreta. U revolucionarnom zanosu nova komunistička vlast je podleg grabežu i tako su nastale ili propale mnogi pokretni predmeti.  

Nakon što su članovi porodice poneli sa sobom u egzil deo predmeta iz palate u Italiju, u nju su se uselili siromašni stanari, uglavnom iz okolnih sela. Cvito Fisković, tada mladi konzervator u službi partizanskih vlasti, spasao je najveći deo biblioteke tako što je na jednostavan način zazidao njena vrata. Zahvaljujući njemu spašen je veliki deo jako bogate i važne arhivske građe u kojoj su bile i isprave porodica Garanji - Fanfonja iz Zadra (pergamenti, isprave pisane glagoljicom itd).

### Palata Garanjin - Muzej grada Trogira
Muzej grada Trogira smešten je u nekadašnjem rezidencijalnom kompleksu porodice  Garanjin-Fanfonja i sa Parkom Garanjin-Fanfonja čini istorijsko-arhitektonsku celinu. U Muzeju se nalazi bogata porodićna biblioteka Garagnin-Fanfogna, koja broji 5.582 naslova i smatra se jednom od najbogatijih privatnih biblioteka u Dalmaciji, uključujući najvažnije knjige o agrikulturi, vrtovima i parkovima 18. veka. U biblioteci je sačuvana i porodična arhiva Garanjin-Fanfonja u kojoj se nalazi iscrpna dokumentacija o porodičnom parku na Travarici. U biblioteci se nalaze dela iz svih područja ljudskog znanja, a među njima se nekada nalazio poznati spis Pacta Conventa, koji se danas čuva u Budimpešti.

## Arhitektura
Palata Garanjin-Fanfonja  je sklop romaničkih i gotičkih kuća objedinjen restauracijom stare i nove kuće Garagnin u drugoj polovini 18. veka po projektu Ignacija Macanovića.  Macanoović ne samo da gradi palatu Garanjin već reguliše i čitav trg pred njom, uključujući i popločanje, kako trga, tako i ulaznog prostora u novu palatu Garanjinovih i unutrašnje dvorišta njihovog kompleksa.
Na zapadnom kraju sklopa je kula iznad nadsvođenog prolaza nad ulicom. Ova kamena dvospratnica nasuprot severnih gradskih vrata ima u prizemlju monumentalni kasnobarokni profilisani portal sa porodičnim  grbom obitelji. Na severoistočnom uglu bloka je cisterna sa terasom. Unutrašnje dvorište trapezastog oblika ima izvorni barokni pločnik. Južna jednospratnica sa spoljnim stepeništem, nekad ekonomske namene, danas je u funkciji gradskog lapidarijuma.
Glavna struktura palate se proteže preko nadsvođenih prolaza (volta) preko triju ulica, i spada u grupu najsloženijih stambenih blokova u dalmatinskom urbanizmu. U gotovo labirintski sistemu hodnika, nadsvođenih uličnih prolaza, stepenica (uključujući i ona tajna)  ceo sistem palat sastoji se od tri dvorišta, vrta, kapele, cisterne sa terasom, ekonomske zgrade više kuća izvorno različitih vlasnika. 
Središnji deo komplekas palate, takozvana Nova kuća (Casa Nova), datira iz 18. veka. stoljeća (gradnja je započeta 1763. godine), i smatra se da je delo graditelja Ignacija Macanovića.
Svojim pročeljem Nova kuća zatvara južnu stranu malog trga uz Kopnena gradska vrata. Veličinom i prostranošću nameće se u okolnom prostoru te je vidljiva i preko gradskog bedema. Vrh pročelja je dvostruki tavanski prozor uokviren volutama,
Na pročelju je portal s grbom i balkon na drugom spratu.
Dva prozora u prizemlju iste zgrade oblikovana su od po dvaju komada lukova gotičkih prozora, tako da su od srednjovekovnih komada sastavljeni okviri u stilu baroknih, valovitih linija. Zapadni zid gospodarske zgrade na uličnoj strani s međuspratnim vencima i vratima sa profilisanim okvirima pripadao je pročelju neke starije, porušene kuće.
Ekonomska zgrada, bunar i barokni dvorišni pločnik takođe su delo Ignacija Macanovića. Uz Novu kuću je jednospratna zgrada koja je služila za skladištenje sena. 
Na zapadnoj dvorišnoj strani su stepenice kojima se pristupa romaničkoj kući podignutoj iznad svoda (volta) pod kojim je ulica. (u 18. veku kuća, je gotovo ruševina, i služila je kao kokošinjac). 
Istočnu dvorišnu stranu zatvara romaničko-gotička kuća sa strmim stepeništem  kojima se pristupa prvom spratu Nove kuće.

### Dvorišta i vrt palete
Iza Nove kuće pruža se scenografski slikovito izduženo dvorište, asimetrična oblika, tlocrtno poput izdužena, nepravilna trapeza. Južnu dvorišnu stranu zatvara gospodarska jednokatna zgrada (Tezon), čije stubište podržava polustup s gotičkim kapitelom; kao baza poslužio je mlinski kamen.
Kompleks palata Garanjini posedovao je tri popločana dvorišta i vrt, koja su popločana najverovatni pred kraj razdoblja od 1763. do 1765. godine, kad je  vršena i pregradnji kompleksa Garagnjin, jer je prema raspoloživim podacima tada graditelj  Ignacije Macanović, sin Ivan Macanovića (Trogir, 1705 – ?) doneo oko šest  kamenih blokova za popločavenje iz Korčule  u maju 1765. godine. Popločenje dvorišnog prolaza, koje čini oko dve trećine površine dvorišta u istočnom delu pripadaju izvornom Macanovićevom popločenju iz šezdesetih godina 18. veka, dok je jedna trećina u zapadnom delu  kao i  polje u jugoistočnom delu, isred  kamenog stepeništa koje vodi na sprat rezultat obnove iz 1977. godine,. Postojeće stanje popločenja dvorišta kamenim pločama širine 13 i dužne 25 centimetara dokumentovano  je 1974. godine. U zapadnom delu dvorišta i na prostoru između ekonomske zgrade i istočnih zidova romaničke kuće pločnik je bio oštećen a površina pokrivena zemljom. Izvorno popločavanje dvorišta palate izvedeno je od užih blokova kamena postavljenih na nož u zemljanu podlogu bez morta, dok je trećina u zapadnom delu izvedena od pravilnije obrađenih blokova, pravougaone površine i ujednačenih veličina, sa fugama ispunjenim cementnim mortom, i jednostavnije su geometrije uzorka.

## Napomene
1. ↑  O potvrdi da je nova palača Garanjin Macanovićevo delo vidi: F. Celio-Cega, „Manji graditeljski zahvati i preinake na kućama obitelji Garagnin u Trogiru“, PPUD 38, str. 347-348.
2. ↑  Stariji Trogirani prepričavaju kako bi se nedjeljom nakon misena malom trgu okupljali poneki težaci iz Segeta čekajući da se na prozoru palače pojavi conte Antonio Fanfogna, koji bi mahanjem uzvraćao na izraze poštovanja svojih kolona.

## Literatura
- Plan upravljanja spomenikom perkovne arhitekture Park GARAGNIN-FANFOGNA, Javna ustanova More i Krš, Prosinac 2018. g. str. 9
- Amalija Denich, Park ex Fanfogna u Trogiru, Trogir, 1975.
- ŠVERKO, A. (2009.) Proces gradnje klasicističkih portala u agrarnom parku obitelji Garagnin u Trogiru. KIG 3-4, 49.-61.

## Spoljašnje veze
Mediji vezani za članak Palata Garanjin u Trogiru na Vikimedijinoj ostavi

- Znamenitosti Palača Garagnin-Fanfogna (језик: хрватски)
- Trogir